# Tursib
Tursib este operatorul de transport public local din Sibiu care operează servicii de autobuz și de tramvai. De asemenea, oferă servicii pentru zonele periferice și sate. 

## Istoric
Tursib este o societate pe acțiuni creată în 1998. Inițial, rețeaua Tursib includea și o rețea de troleibuze. Cu toate acestea, compania a propus în 2009 să desființeze funcționarea troleibuzelor, iar după aprobarea de către consiliul local ultima linie de troleibuz s-a închis la data de 15 noiembrie 2009. Serviciul regulat pe tramvaiul Sibiu – Rășinari s-a terminat la 28 februarie 2011 și o operațiune foarte limitată care a avut loc ulterior. - în principal numai pentru grupurile turistice care vizitează - s-a încheiat în 2012. La data de 12 ianuarie 2018, circulația tramvaielor a fost reluată, prin hotărârea Primăriei Rășinari.

## Flota
Zona de serviciu a Tursib acoperă 120 de kilometri pătrați (46 mile pătrate), iar flota actuală este de 100 de autobuze, patru microbuze marca Fiat Ducato și 5 tramvaie: trei vagoane motor și două remorci.
Compania de transport public local, cu spijinul Primariei Municipiului Sibiu, a implementat în anul 2009 proiectul “NOUL TURSIB”, axat pe doua directii:
- un nou plan de transport bazat pe interesele de deplasare ale cetatenilor, exprimate in studiul de trafic, care urmareste optimizarea frecventei de transport in comun;
- schimbarea sistemului de tarifare – prin introducerea abonamentului unic.

## Linii
SC Tursib SA deservește 200000 de locuitori ai orașului Sibiu și transportă zilnic peste 83.000 de călători. Se estimează că transportul public reprezintă în prezent 41% din deplasările efectuate în orașul Sibiu.
- Trasee principale: 1, 2, 3, 5 pe care se circulă cu o frecvență de 10 minute le orele de vârf;
- Trasee secundare: 8, 10, 11, 12, 13, 14, 15, 16, 17, 18, 19, 20 pe care se circula cu o frecventa de 20 minute la orele vârf;
- Trasee profesionale: 111, 112, 113, 114, 115, 116, 117, 118, 211, 213, 214, 215, 217 care deservesc în principal agenții economici din zonele industriale;
- Trasee școlare: E1, E2, E3, E4, E5, E6, E7, E8
- Trasee turistice: 22

## Galerie de imagini

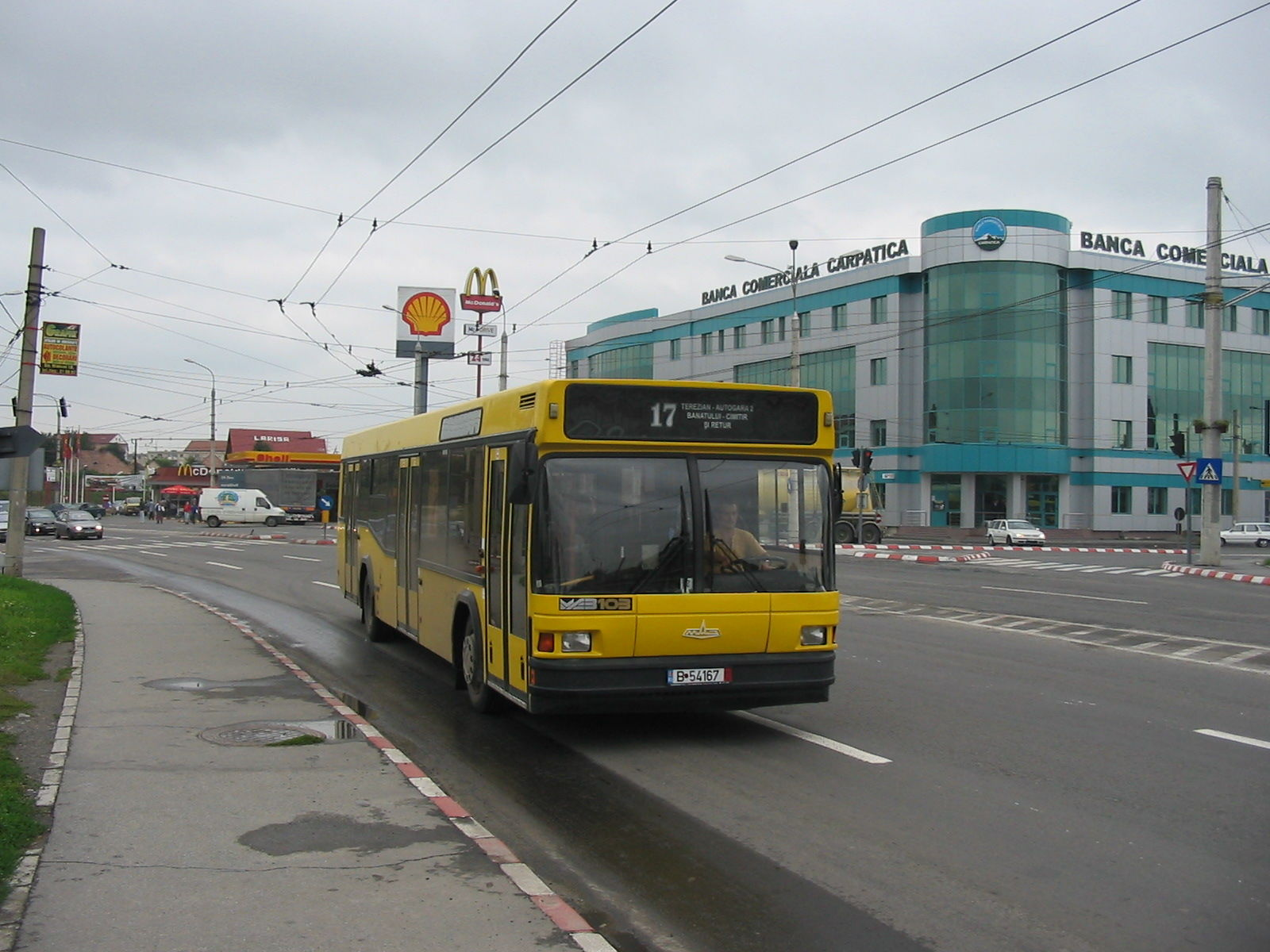
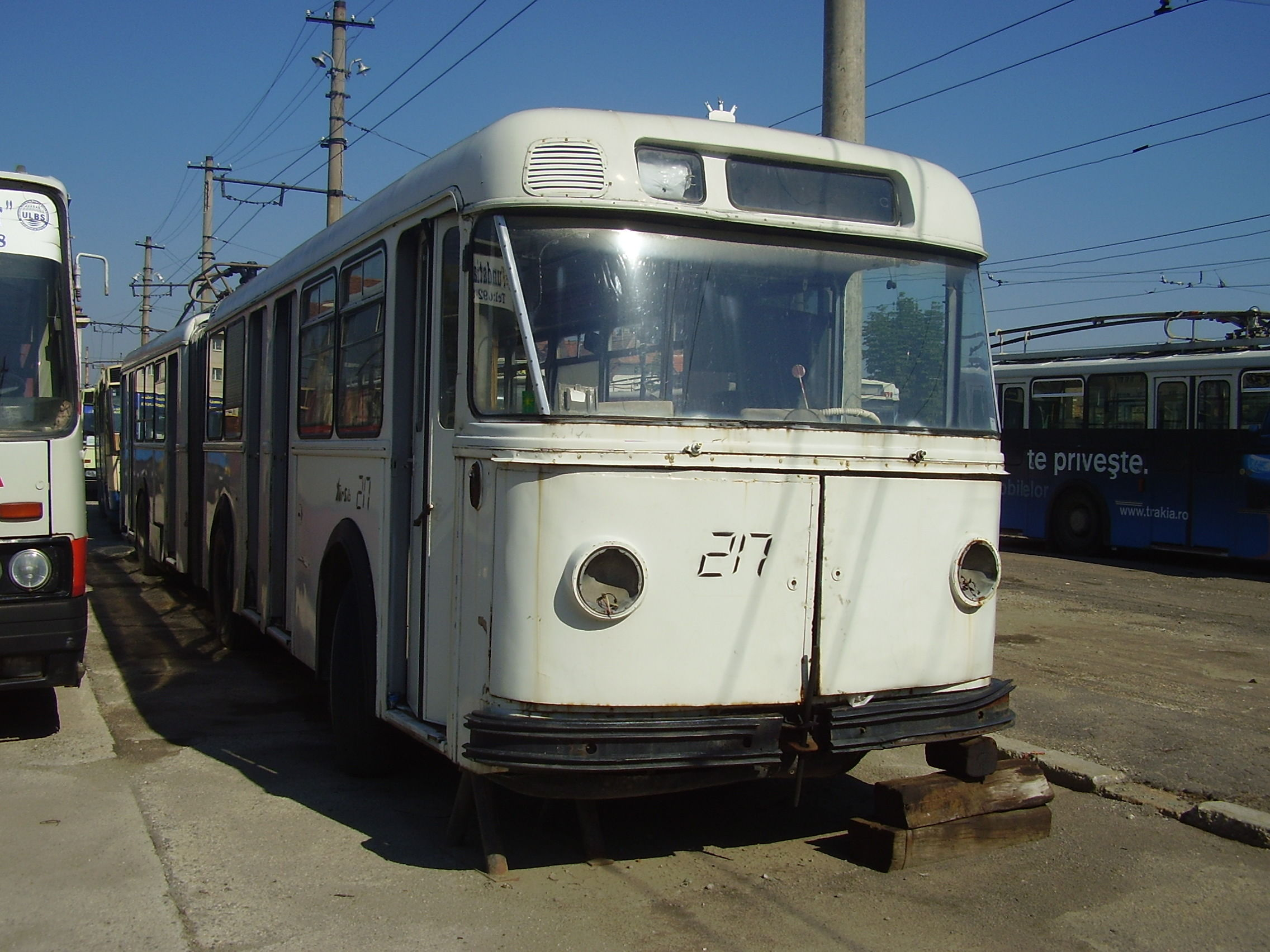
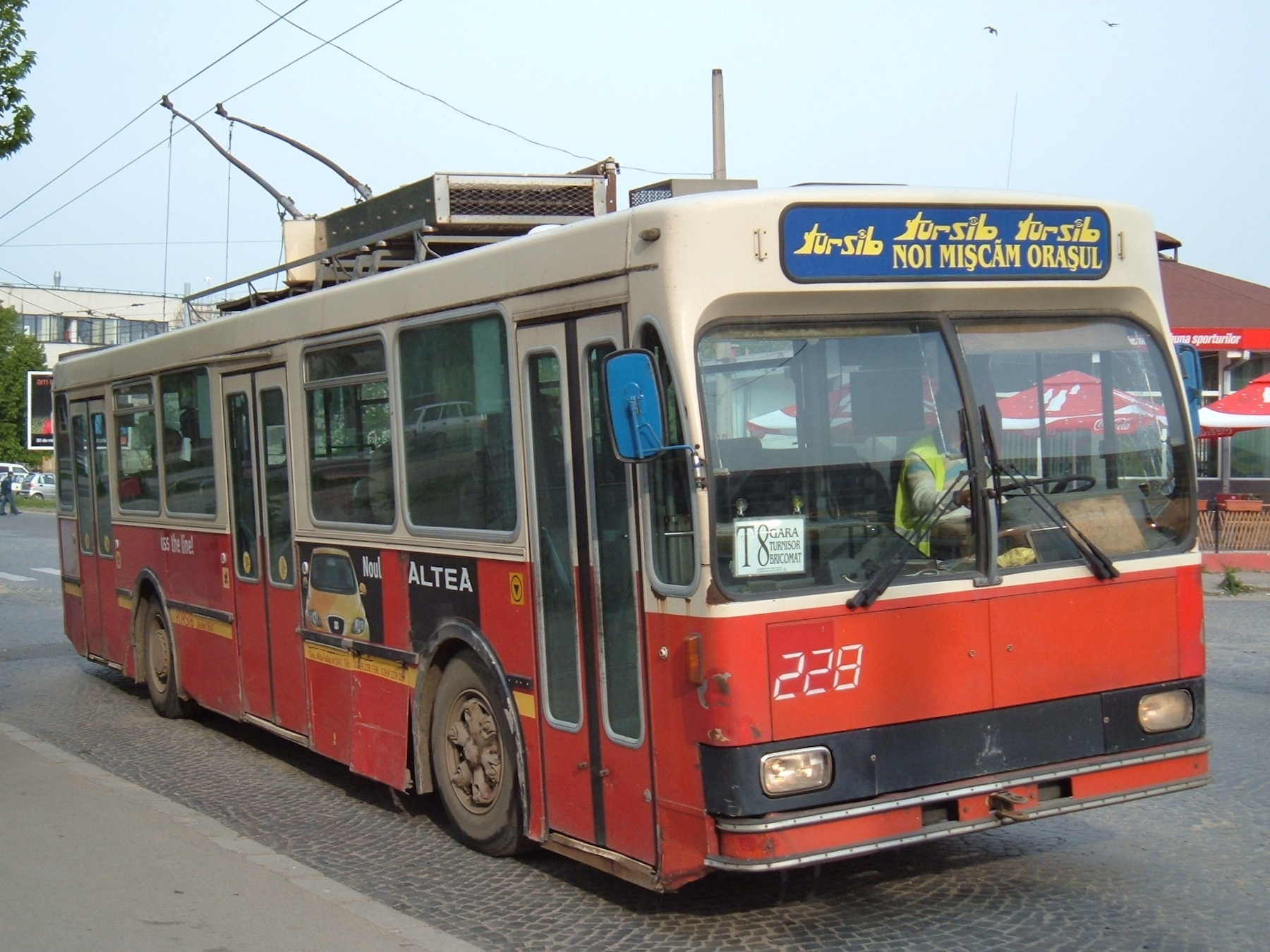
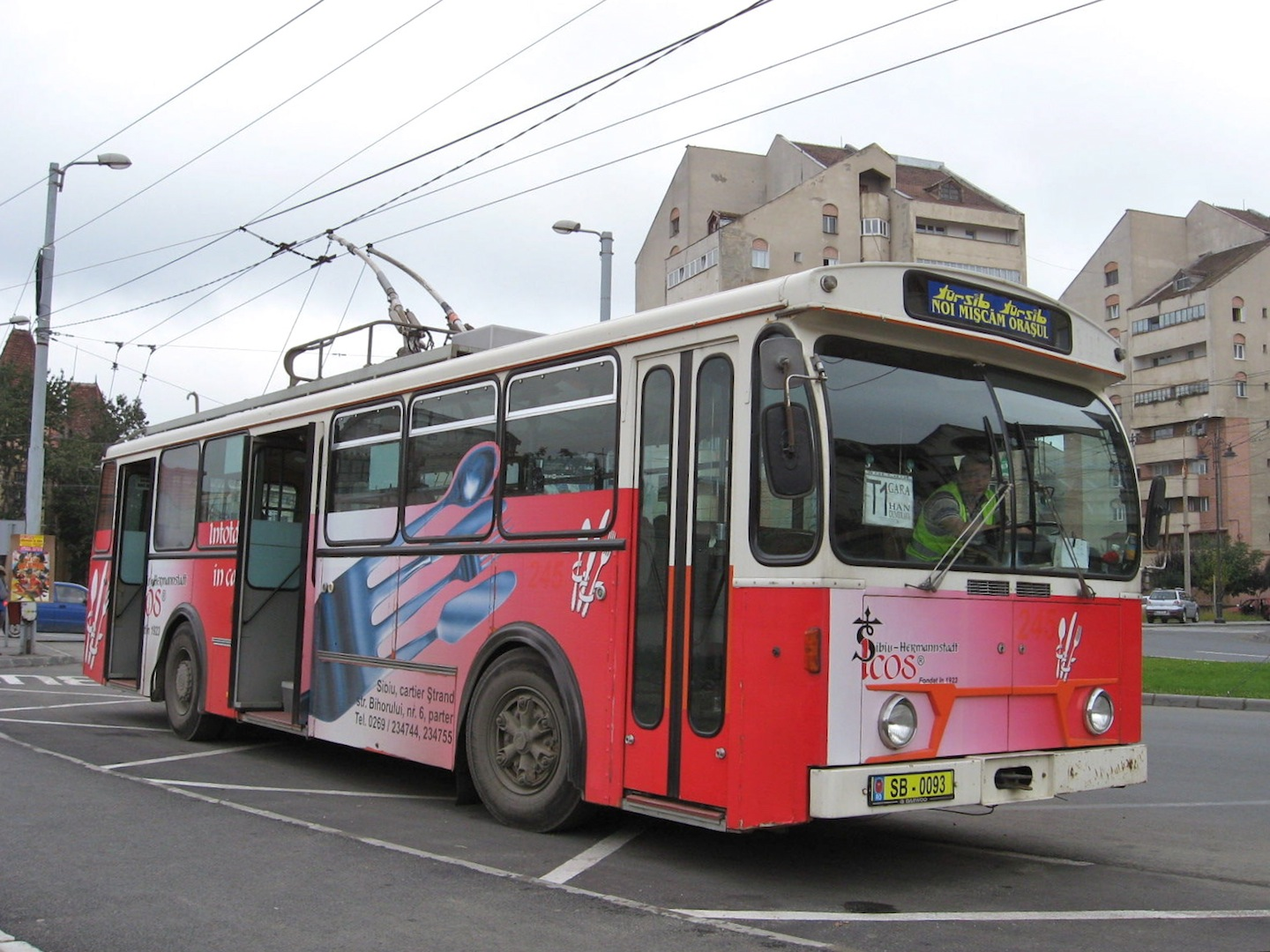
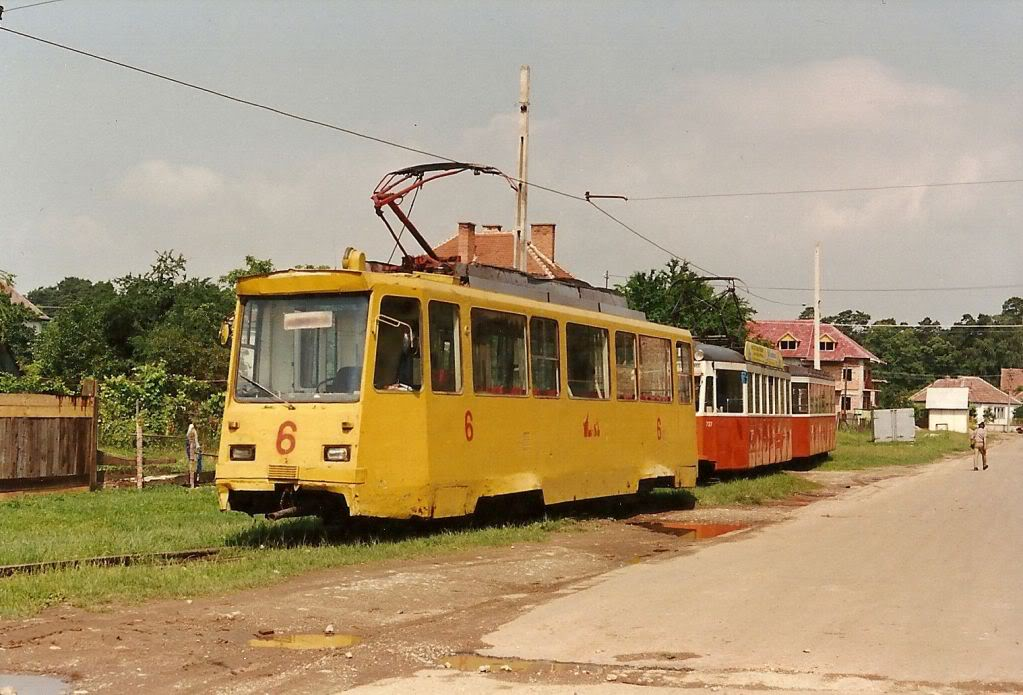
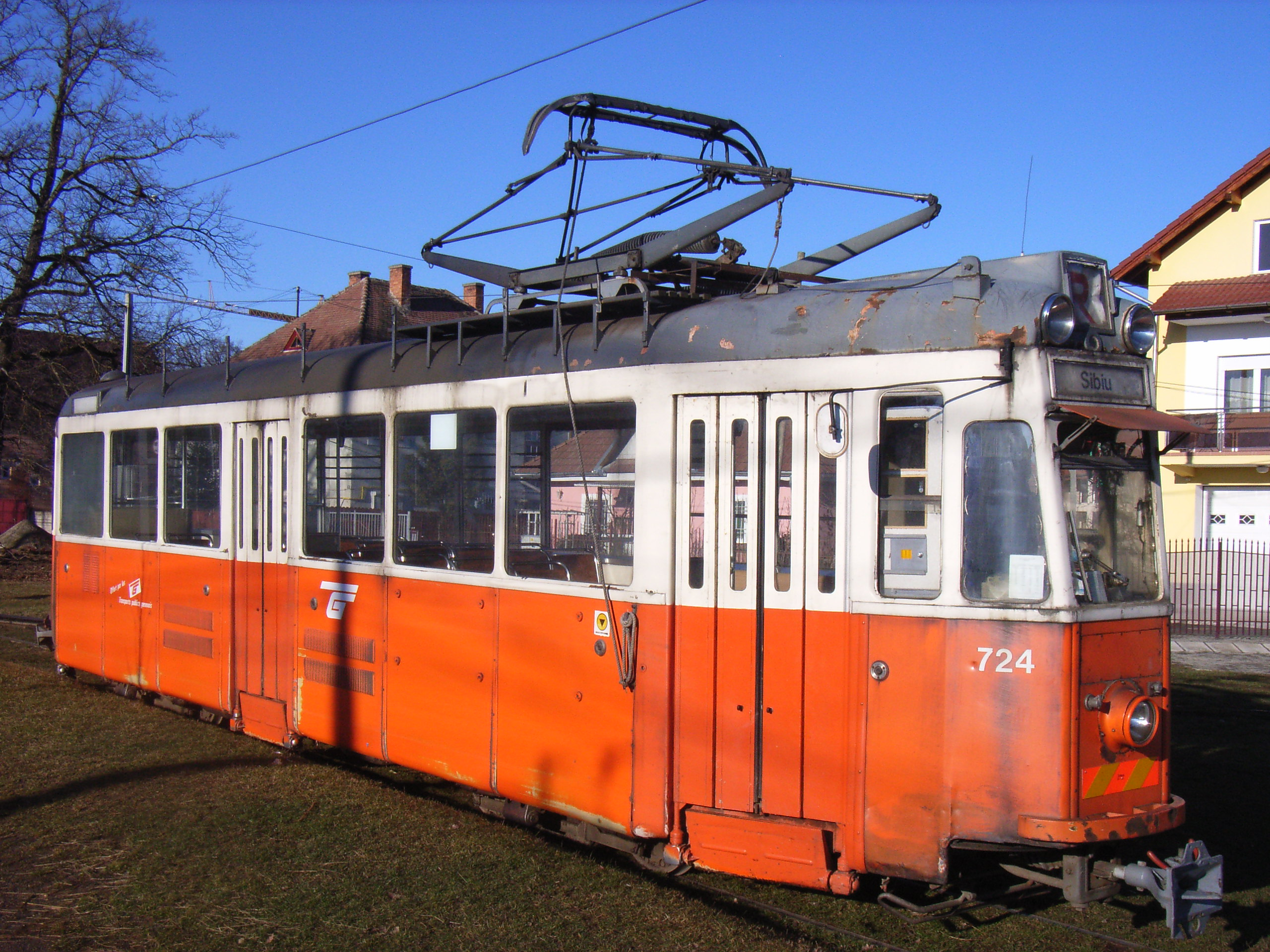